# Georg Fischer
Georg Fischer (jako zkratka se používá logotyp +GF+) je švýcarský výrobce potrubních systémů a je znám pro svůj výrobek, jenž se užívá pro přenos vysoce korozivních kapalin. Své výrobky dodává také firmám, které obchodují s palivy. +GF+ je nadnárodní společností se zhruba 120 pobočkami na celém světě. Zaměstnává přibližně 12 500 zaměstnanců a prodá zboží za 4 miliardy USD ročně. Společnost vznikla roku 1802, kdy Johann Conrad Fischer (1773–1854) koupil mlýn v údolí Mühlental poblíž Schaffhausenu.
Firma je i výrobcem elektroerosivních strojů, hloubiček a drátořezů značky AgieCharmilles.
V oboru kolejových vozidel je společnost známa svou konstrukcí poloautomatického spřáhla +GF+, určeného především pro úzkorozchodné a tramvajové dráhy. Je užito například na tramvajích typu T6.